# Luciano De Vita
Luciano De Vita (Ancona, 24 maggio 1929 – Bologna, 14 luglio 1992) è stato un pittore, incisore e scenografo italiano.

## Biografia
Nato ad Ancona, De Vita arrivò a Bologna nel primo dopoguerra, dopo aver partecipato attivamente nel secondo conflitto mondiale e averne subito le drammatiche conseguenze. Frequentò l'Accademia di Belle Arti e fu allievo di Giorgio Morandi.
Dal 1962 insegnò a Milano presso l'Accademia di Brera, mentre nel 1975 tornò a Bologna dove ottenne la stessa cattedra di incisione che era stata di Morandi dal 1930 al 1956.
De Vita si dedicò attivamente anche al teatro, curando scenografie e costumi per spettacoli che andarono in scena al Teatro Comunale di Bologna e alla Scala di Milano.
Nel 1969 ha disegnato per il Teatro Comunale di Bologna le scene e i costumi di Turandot di Giacomo Puccini con la regia di Giovanni Poli.
Nel 1971 ha disegnato scene e costumi per Otello di Giuseppe Verdi con al regia di Raoul Grassilli. 
Nel 1973 disegnò per il Teatro Comunale di Bologna scene e costumi per L'angelo di fuoco di Prokofiev, regia di Virginio Puecher. 
Nel 1974 disegnò costumi e attrezzeria di scena per Le Veglie di Siena di Orazio Vecchi. 
Nel 1981 disegnò, in occasione della riapertura dopo il restauro del Teatro Comunale di Bologna, scene e costumi di Aida di Giuseppe Verdi di cui fu anche regista. 

Foto di Paolo Monti
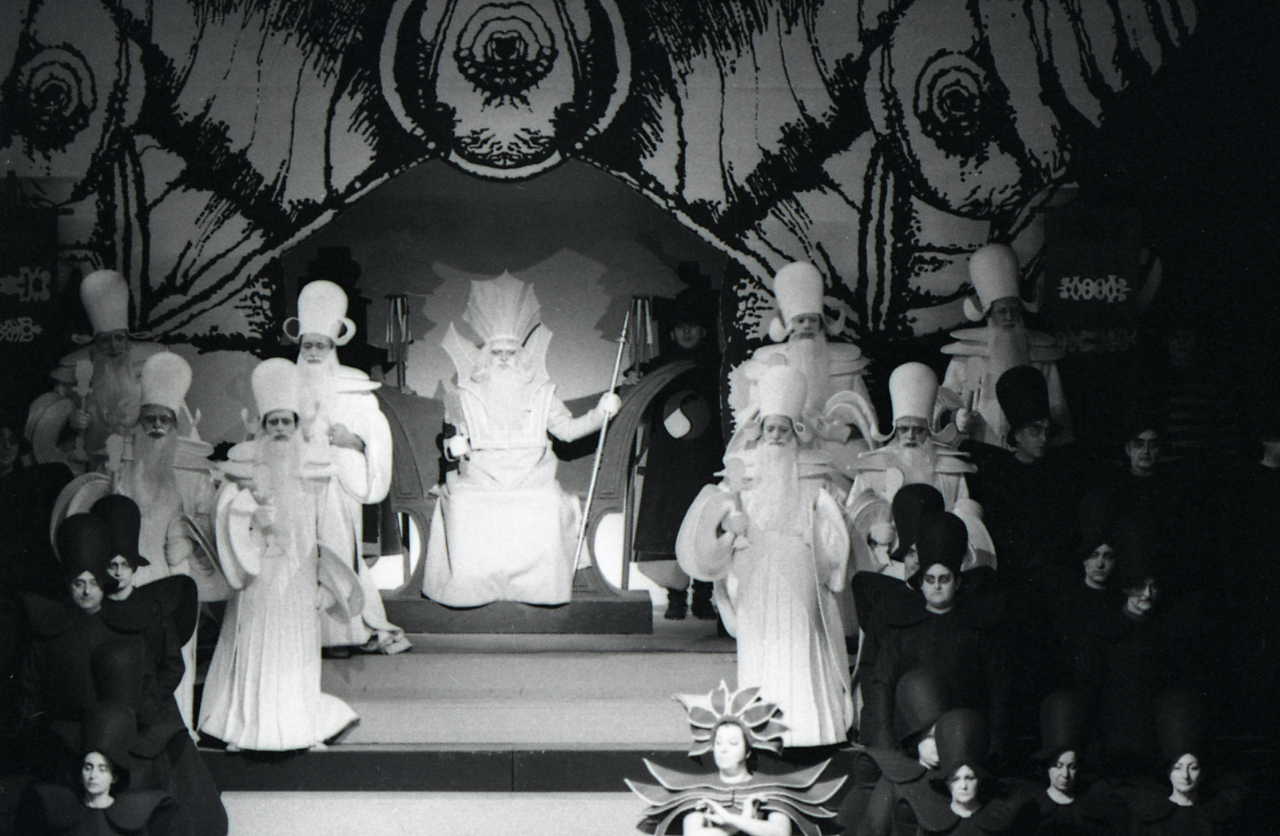
Scenografie per la Turandot, Teatro Comunale di Bologna, 1969
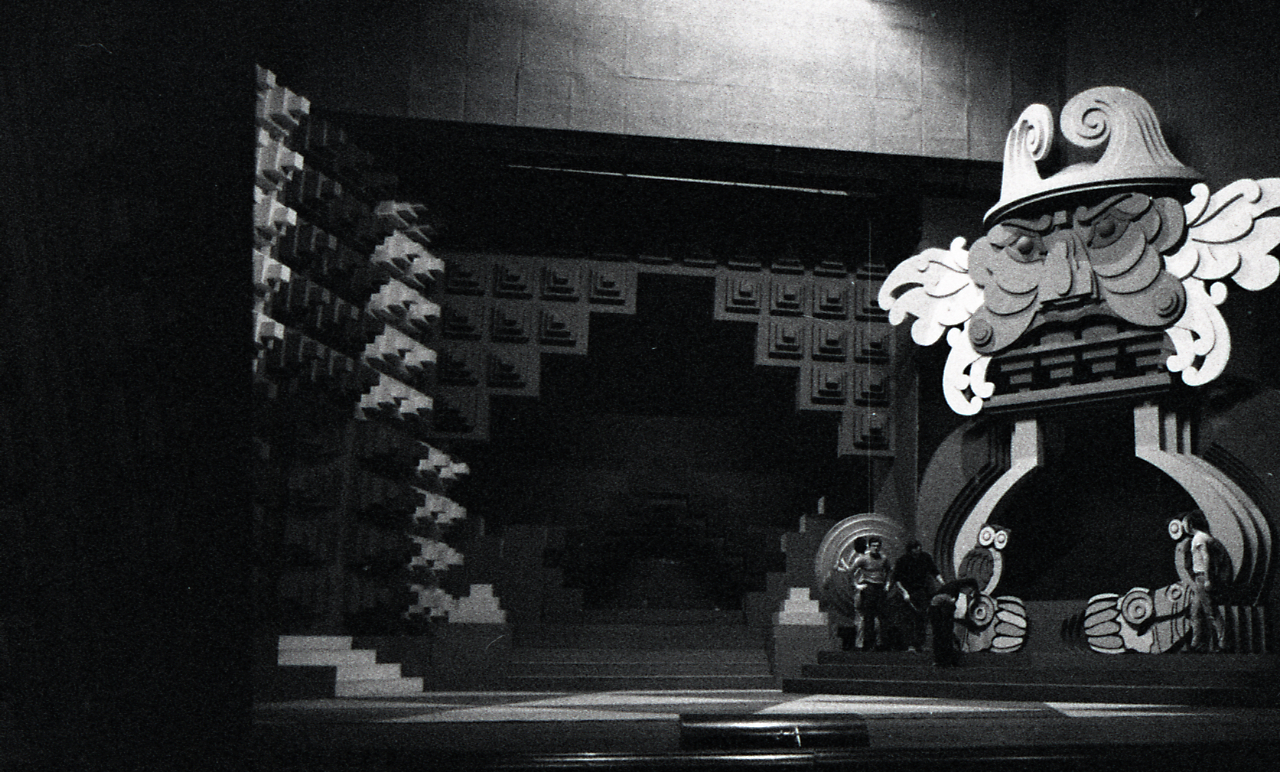
Scenografie per la Turandot, Teatro Comunale di Bologna, 1969
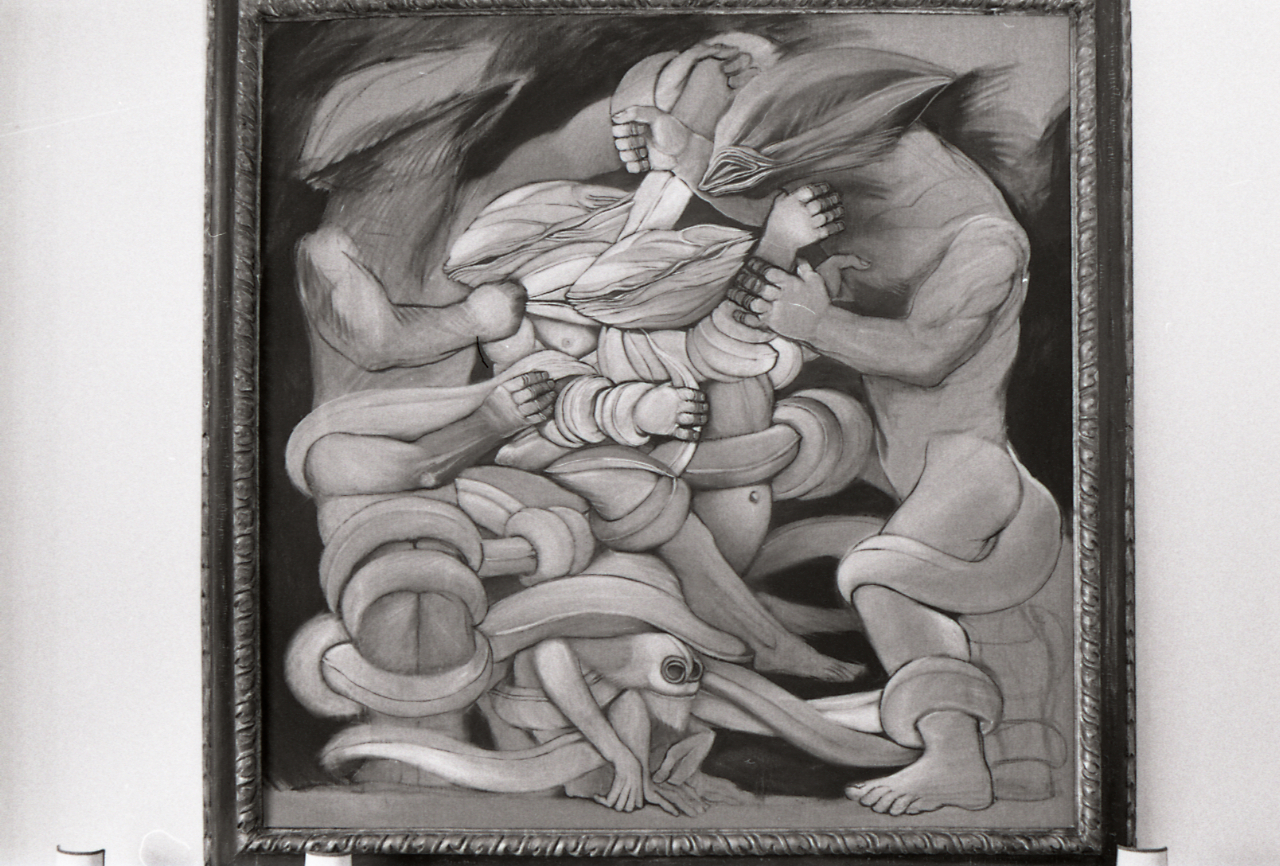
Dipinto, Bologna, 1970
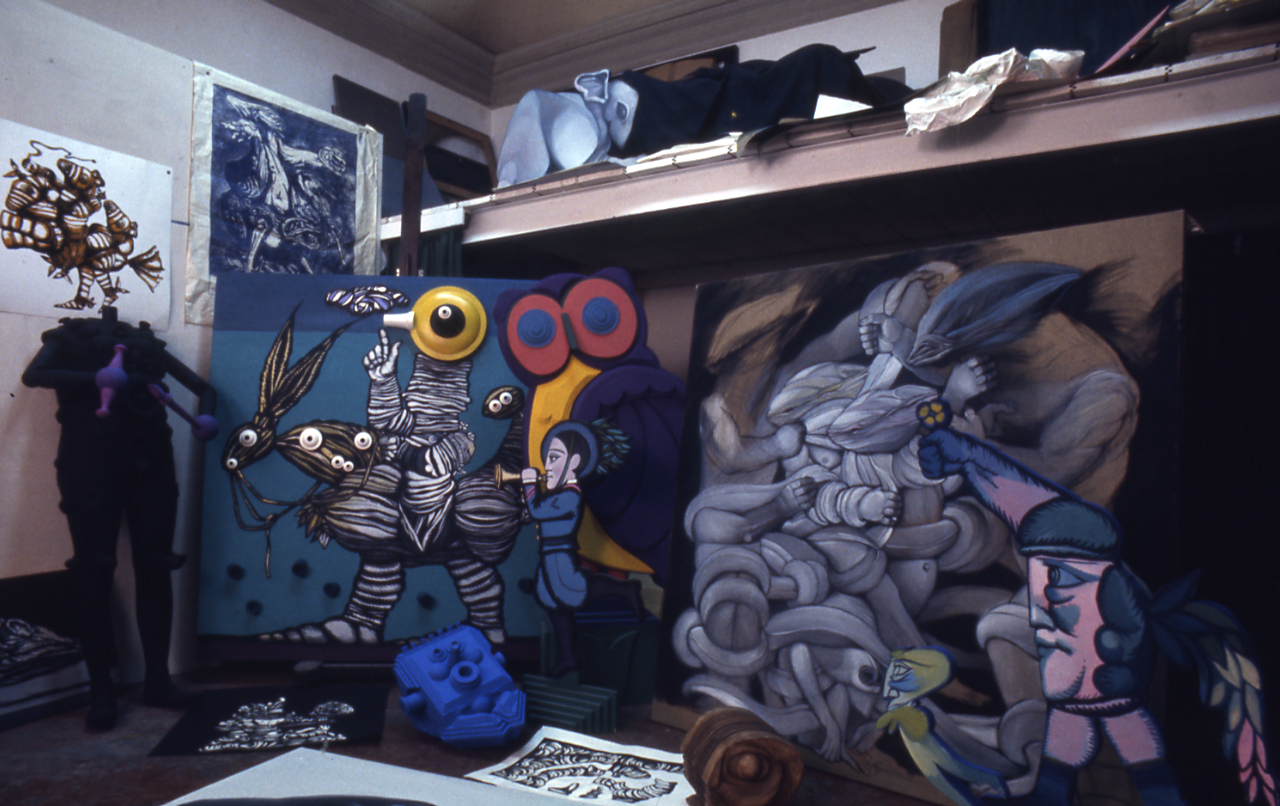
L'altare di Bologna, 1971
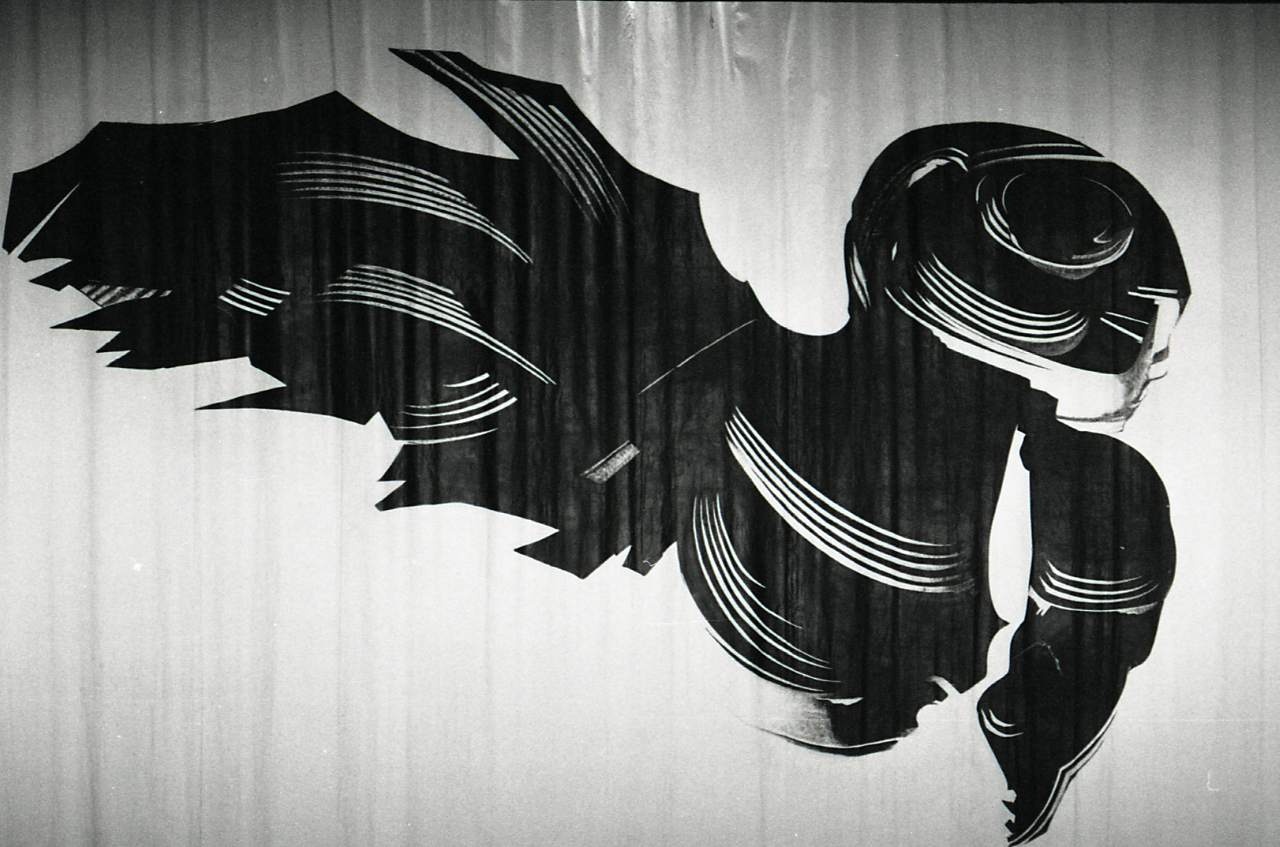
Scenografia per L'angelo di fuoco di Sergej Sergeevič Prokof'ev, 1973
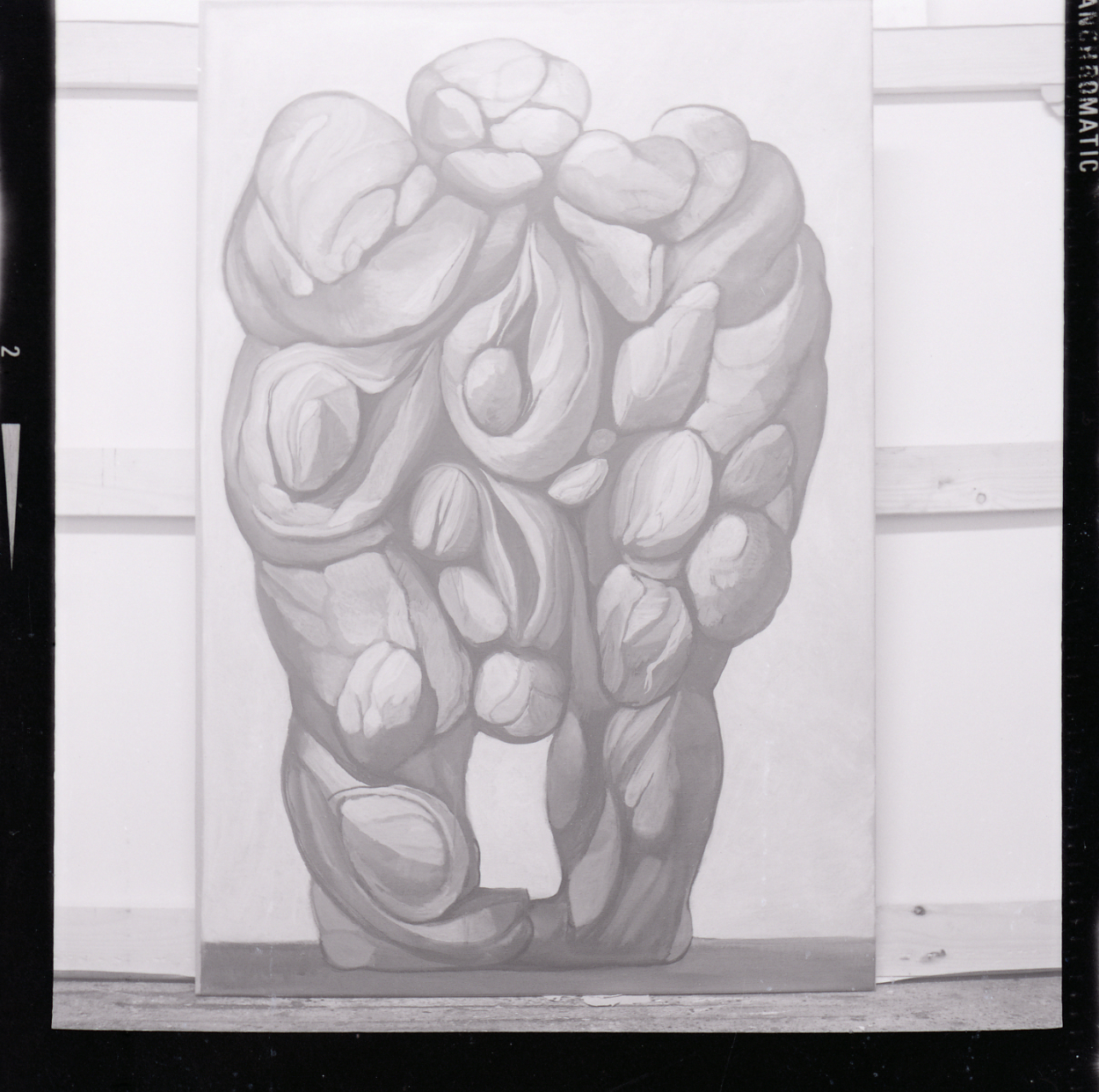
Dipinto, Bologna, 1973
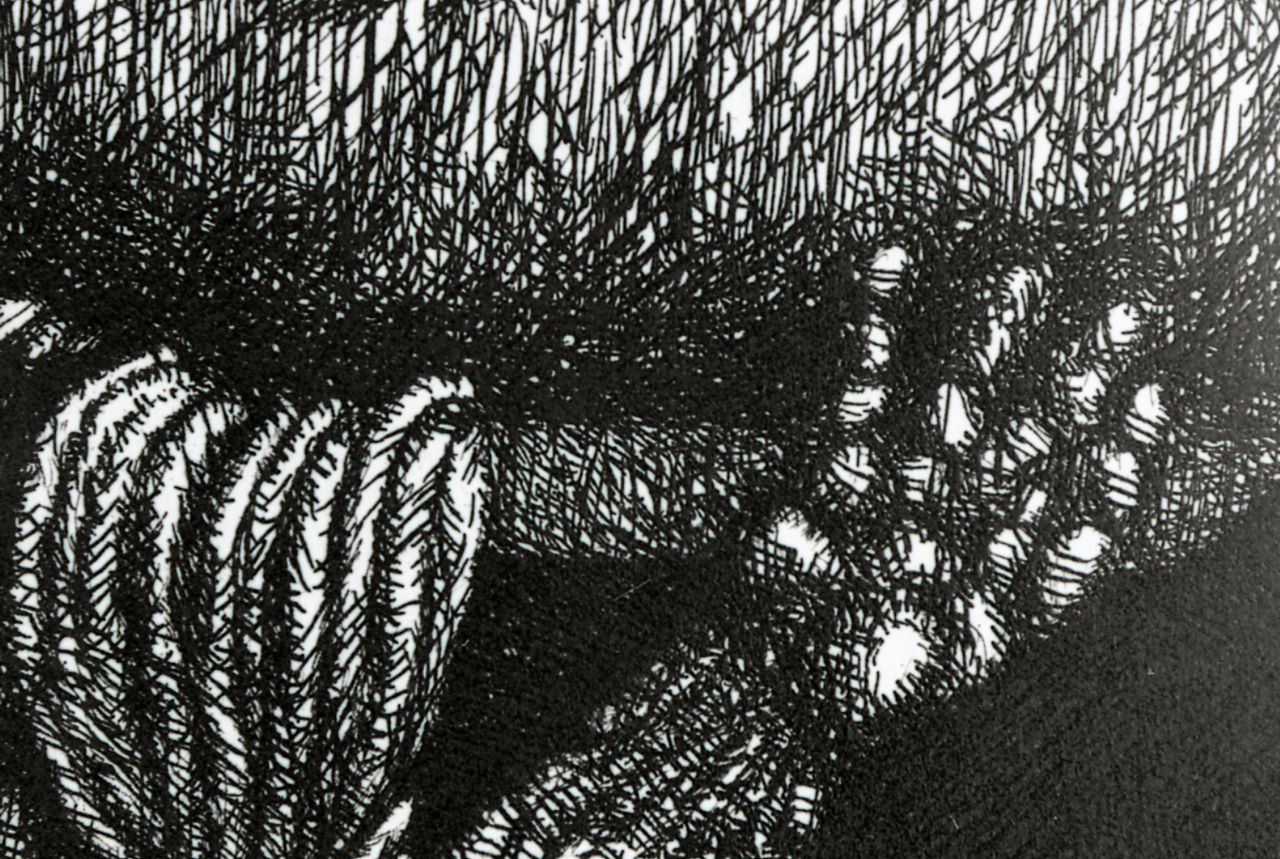
Acquaforte, Bologna, Galleria Forni, 1973
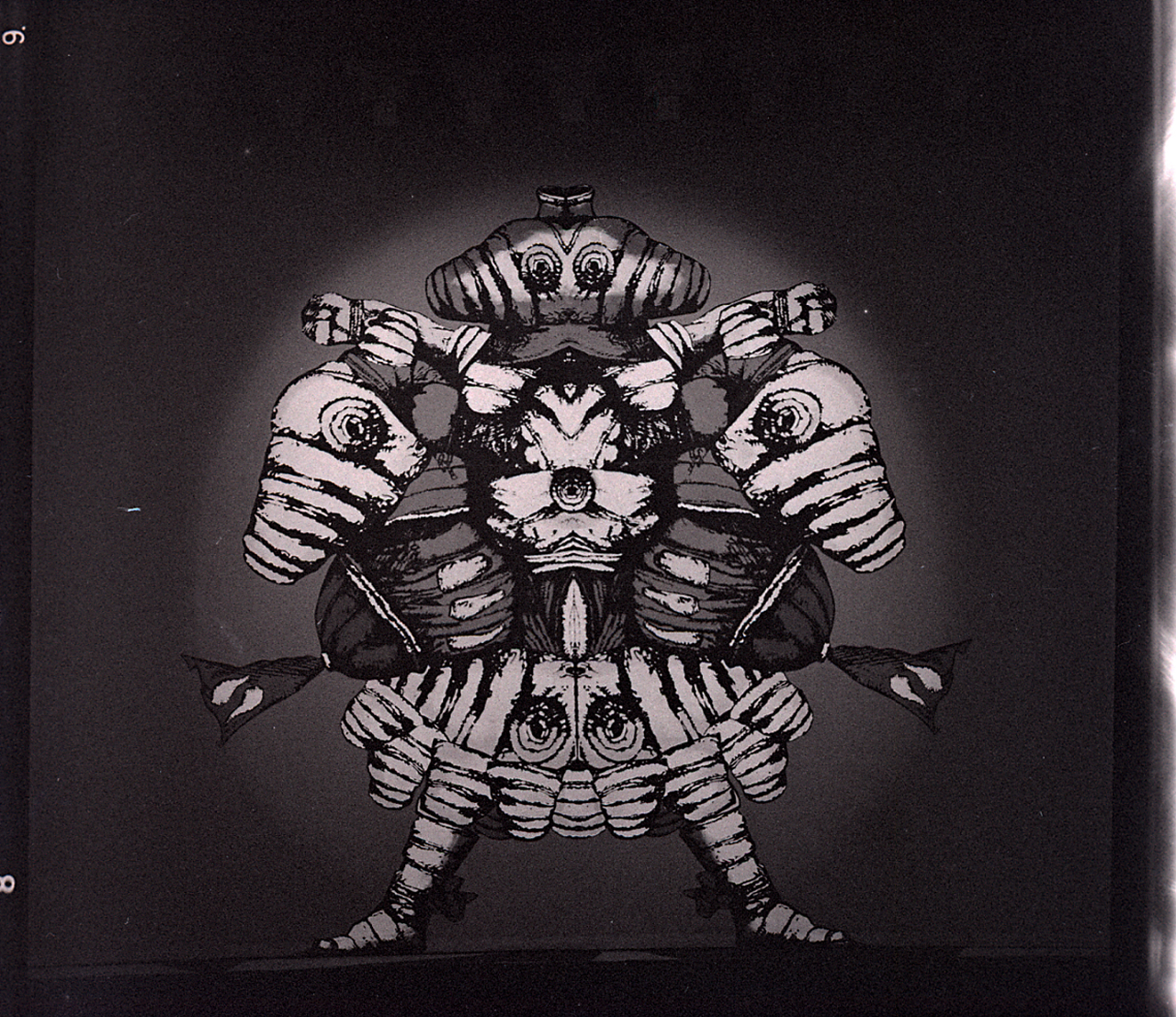
1981
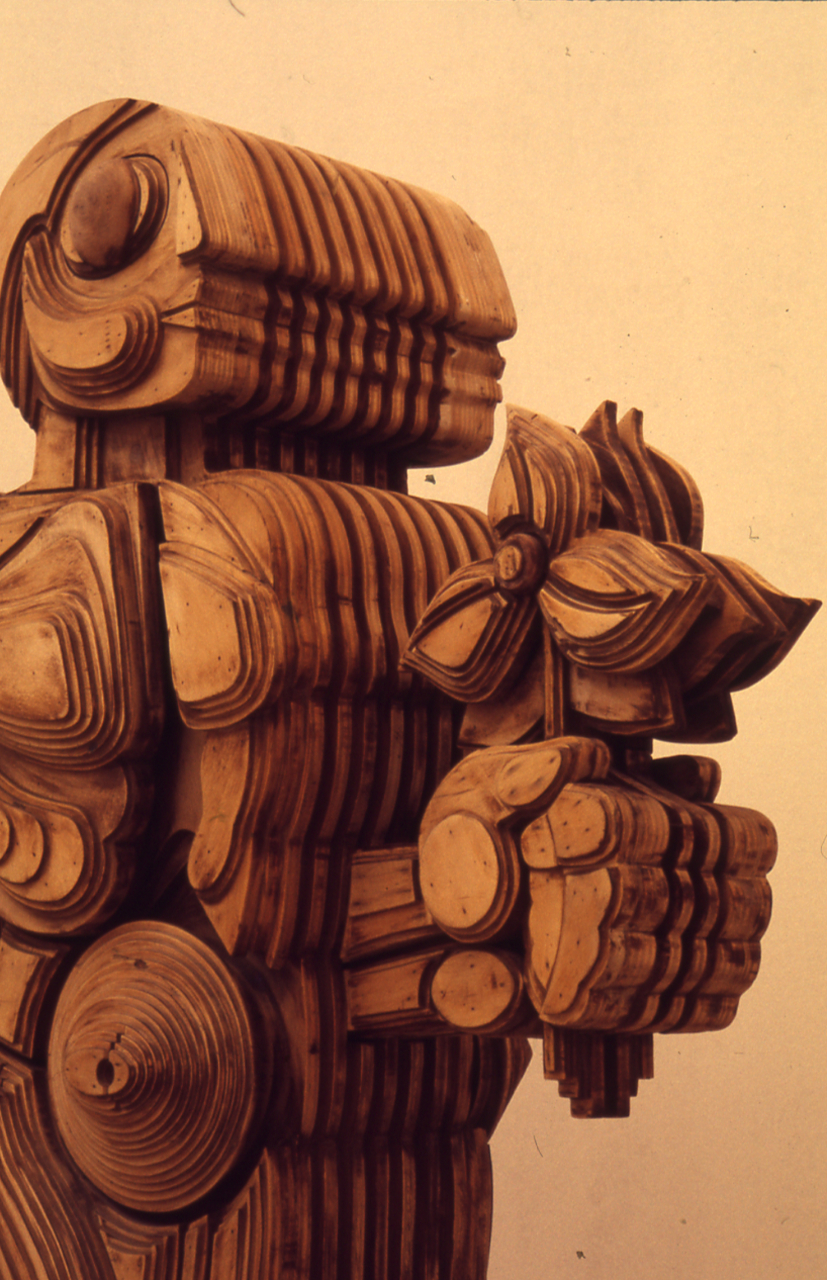
I giganti che portano i fiori